# Gaamathikulhudhoo
Gaamathikulhudhoo is een van de onbewoonde eilanden van het Haa Alif-atol behorende tot de Maldiven.
Het smalle, langgerekte eiland is onbewoond en is vrijwel volledig begroeid met bomen.